# Jean-Paul Allouche
Jean-Paul Allouche (* 2. März 1953 in Batna, Algerien) ist ein französischer Mathematiker.

## Leben
Allouche studierte ab 1972 an der Ecole Normale Superieure de Saint-Cloud mit dem Abschluss der Agrégation 1975. Er wurde 1978 bei Yves Meyer an der Universität Paris-Süd promoviert (Thèse de 3ème cycle). Den zweiten Teil der französischen Promotion (Thèse d'État) erhielt er 1983 bei Michel Mendès France in Bordeaux. Er war ab 1993 Forschungsdirektor des CNRS, zuerst in der Faculté des Sciences de Luminy, dann im Labor für Informatik in Orsay. Er ist heute in der Gruppe Kombinatorik und Optimierung des Institut Mathématique de Jussieu an der Universität Paris VI.
Er war unter anderem Gastwissenschaftler am Institut für Dynamische Systeme der Universität Bremen.
Er befasst sich unter anderem mit automatisch erzeugten Folgen, zellulären Automaten und deren Zusammenhang mit Zahlentheorie und theoretischer Physik (z. B. Quasikristalle) sowie Anwendungen z. B. auf Papierfalten und mathematische Spiele.
Zu seinen Doktoranden zählt Valérie Berthé.

## Schriften
- mit Jeffrey Shallit Automatic Sequences: theory, applications, generalizations, Cambridge University Press 2003
- Arithmétique et automates finis, Astérisque S.M.F. 147–148 (1987), 13–26
- Automates finis en mathématiques et en physique, Pour la Science, Band 144, S. 94–102
- mit R. Bacher: Toeplitz sequences, paperfolding, Hanoi towers and progression-free sequences of integers, Ens. Math. 38 (1992), 315–327.